# Jakob Auer
Jakob Auer (Heimingberg-Hopperg, 1645 - Grins, 7 de mayo de 1706) fue un escultor austríaco.

## Biografía

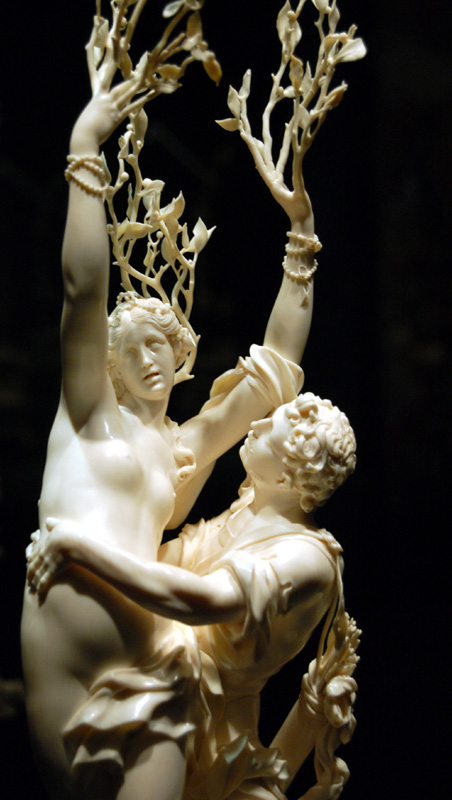
Apolo y Dafne por Jakob Auer.

Aprendió su oficio con Michael Lechleitner, con cuya hija se casó. Desde 1671 hasta 1673 trabajó en Otztal, y se le ha atribuido la realización del altar mayor de la iglesia Zwieselstein. 
Su primera obra autentificada es un relieve de marfil que representa La caída de Adán de 1677, en este material realizó diversas obras, donde mostró una gran habilidad en su tallado y que fueron muy apreciadas en su época, como El Juicio de Paris. Su técnica es refinada y muestra la atención al detalle, dando preferencia para las composiciones dominadas por la forma de la espiral ascendente. En el Museo de Historia del Arte de Viena tiene una de sus obras más conocidas, Apolo y Dafne (1688/90).